# Скривия
Скривия (на италиански: Scrivia) е десен приток на река По в Италия. Дълга е 88 км и тече през регионите Лигурия, Пиемонт и Ломбардия.
Образува се на 1300 м н.м.р. в провинция Генуа от потоците Лакио и Пентемина в община Ториля, които извират от Монте Прелà в Лигурските Апенински планини. Влива се в река По при община Корнале, провинция Павия.